# Henry Hudson

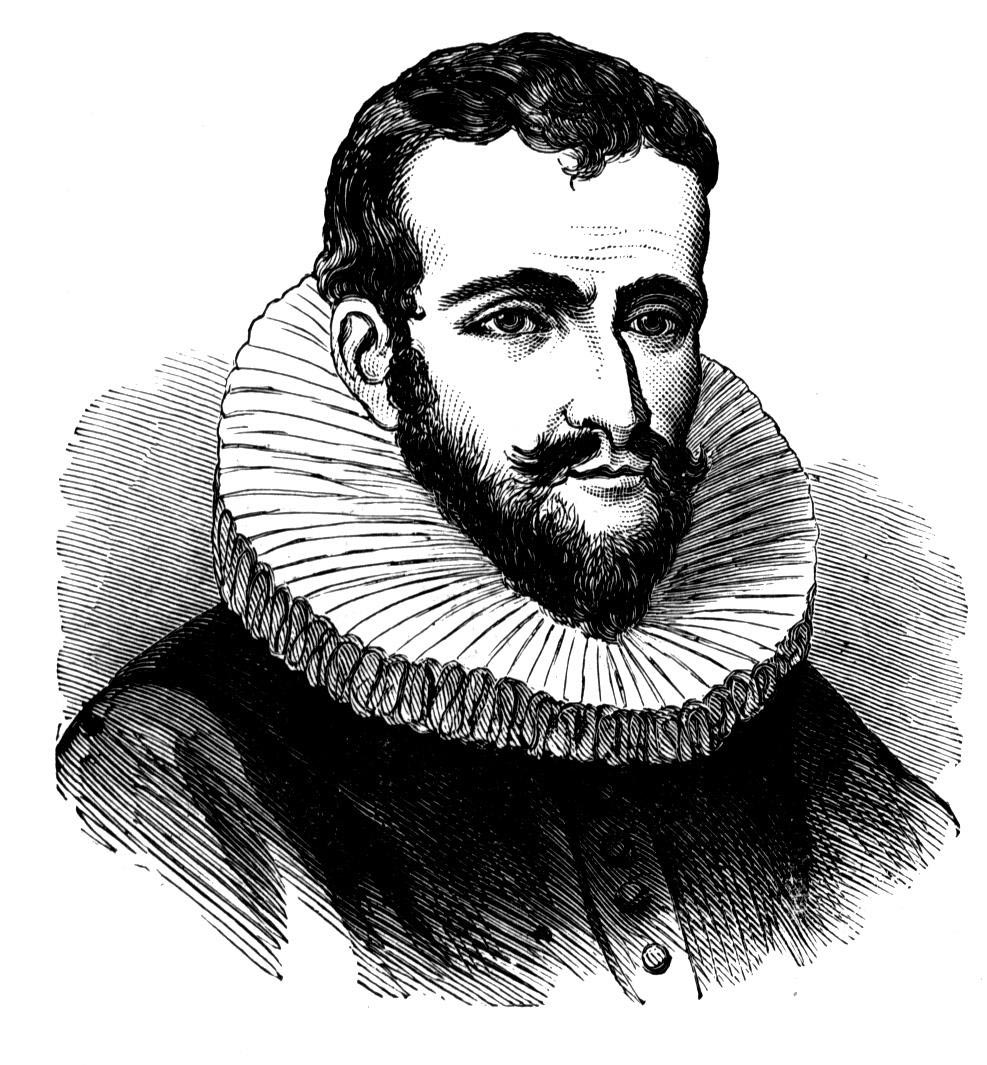
Henry Hudson

Henry Hudson (* um 1565 in England; † nach dem 22. Juni 1611 an der Hudson Bay) war ein englischer Seefahrer, der durch vier Entdeckungsreisen 1607 bis 1611 von Holland und England aus in den Norden und Westen berühmt wurde.

## Leben
Über Hudsons erste Lebensjahrzehnte ist wenig bekannt. Als wahrscheinlicher Zeitpunkt seiner Geburt wird „um 1565“ oder „in den 1560er Jahren“ angegeben, nach anderen Quellen „um 1570“.
1607 unternahm er als etwa 40-jähriger Mann seine erste bekannte Expedition im Auftrag der englischen Handelsgesellschaft Muscovy Company, um den großen Seefahrernationen Portugal und Spanien im Atlantik auszuweichen und einen neuen, kürzeren und schnelleren Seeweg nach China zu finden. Mit einem einzigen Schiff (Hopewell) kam Hudson bis an die Küste von Grönland und Spitzbergen (norwegisch: Svalbard) und entdeckte dabei die Insel Jan Mayen. Es war ein Versuch, eine Nordwestpassage vom Nordpolarmeer bis nach China zu finden, die Ausmaße der dazwischenliegenden Landmasse waren ihm jedoch weitgehend unbekannt.
Im darauf folgenden Jahr ab dem 22. April versuchte er, ebenfalls erfolglos, über Nowaja Semlja in der Barentssee eine Nordostpassage zu finden, die zwar vorhanden ist, aber zur damaligen Zeit nicht bereist werden konnte.

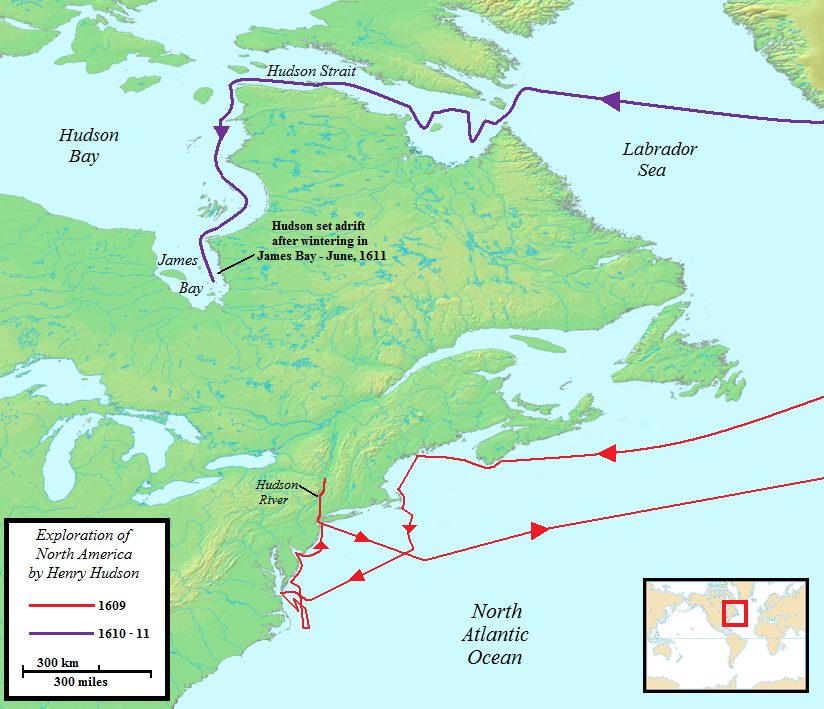

Im Dienst der holländischen Vereinigten Ostindischen Kompanie stach er am 6. April 1609 von der holländischen Insel Texel mit dem Schiff Halve Maen (deutsch: Halbmond) zu seiner dritten Reise in See. Hudson nahm die Erforschung der Gewässer vor Nowaja Semlja wieder auf und suchte eine Durchfahrt durch das Eis, wogegen die Besatzung rebellierte. Sie segelten deshalb nach Westen, dann nach Süden bei Weymouth in Nova Scotia vorbei und an der nordamerikanischen Küste entlang. Am 11. September 1609 drang Hudson in die Bucht von New York vor, segelte entlang der Insel Manhattan, die 1524 bereits von Giovanni da Verrazzano gesichtet worden war, weiter nordwärts. Er nutzte den folgenden Monat zur Erforschung des Hudson River bis in die Gegend der heutigen Stadt Albany, die etwa 240 Kilometer nördlich der heutigen Stadt New York liegt, wo sein Schiff auflief. Als er später in die Niederlande zurücksegeln wollte, wurde er von den Engländern abgefangen und in den Hafen Dartmouth geführt, wo sein Schiff beschlagnahmt wurde. Er durfte nicht mehr für die Holländer Entdeckungsreisen machen, aber er fand danach englische Investoren für diese Unternehmungen.

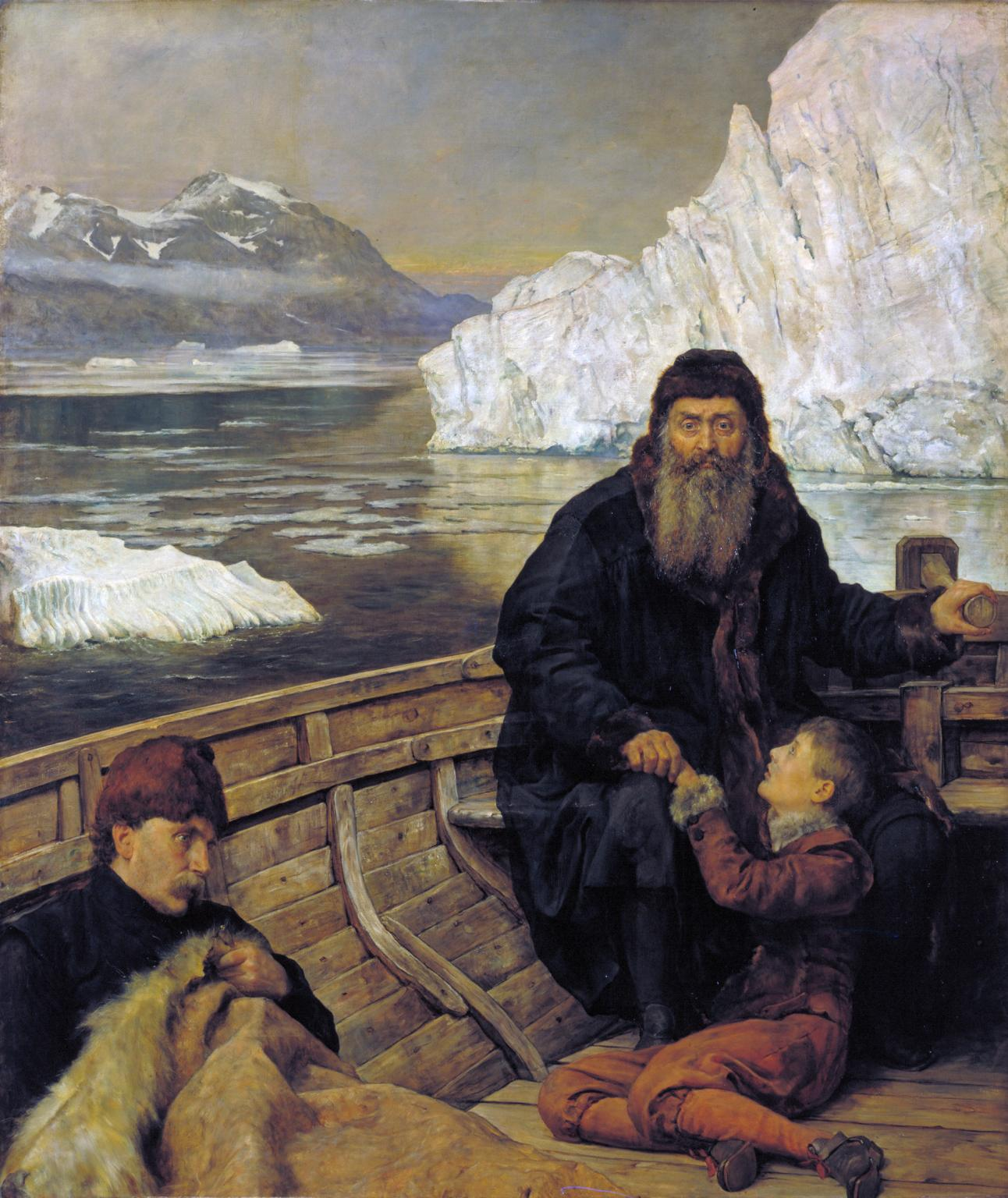
Henry Hudson, sein Sohn und Crewmitglieder nach ihrer Aussetzung durch die Meuterer. Gemälde von John Collier (1850–1934).

Am 17. April 1610 stach Hudson mit 23 Männern zu seiner letzten Reise im Auftrag einer neu gegründeten Gesellschaft englischer Geschäftsleute in See. Mit seinem 55 Tonnen schweren Segelschiff Discovery war er wieder auf der Suche nach einer Nordwestpassage. Er erreichte die Hudsonstraße Mitte des Jahres und fuhr am 2. August in die Hudson Bay ein, wo er einen idealen natürlichen Hafen vorfand. Hier verbrachte er die drei folgenden Monate mit der Erforschung der östlichen Inseln und Küsten. In der Annahme, im Pazifik zu sein, segelte er nach Süden bis zur James Bay. Im November saß sein Schiff im Eis fest. Ein Winter äußerster Entbehrungen und Kälte führte zu Differenzen und zum Streit unter der Besatzung.
1611 wurde auf dem Rückweg die Verpflegung knapp und die Mannschaft begann zu meutern. Hudson wollte weitere Erkundungen entlang der Küste durchführen, um vielleicht doch noch eine Nordwestpassage zu finden. Teile seiner Besatzung unter Henry Green und Robert Juet wollten dagegen schnellstmöglich nach Hause. Hudson, sein Sohn und sieben weitere Besatzungsmitglieder wurden bei Tagesanbruch am 22. Juni 1611 in einem kleinen Boot ausgesetzt und blieben danach verschollen.
Nur sechs bis acht der Meuterer unter der Führung von Robert Bylot überlebten die entbehrungsreiche Rückreise nach Irland, wo sie am 6. September 1611 anlegten. Obwohl sie zuerst angaben, dass Hudson im Kampf gegen Eskimos gefallen sei, wurden sie wegen Meuterei angeklagt, aber nicht verurteilt. Ein Gericht befand, dass es kein Mord gewesen sei, erfahrene Seeleute in der Nähe von Inseln, die bewohnt schienen, in einem offenen Boot auszusetzen. Es ist anzunehmen, dass die Admiralität mehr an den Informationen der Seeleute über die Nordwestpassage interessiert war als an ihrer Verurteilung.

## Familie
Hudson war verheiratet mit Katherine, und sie hatten drei Söhne mit den Namen Oliver, John und Richard. Sie lebten im St. Katherine Distrikt in London.

## Bedeutung und Erinnerung
Mit seinen Entdeckungsreisen in die nördlichen Meere, insbesondere mit seiner vierten Reise auf der Suche nach der Nordwestpassage, wurde Hudson zum Vorreiter für weitere Expeditionen. Nach ihm benannt wurden:
- der Hudson River, ein Fluss im östlichen Teil des Bundesstaates New York
- die Hudsonstraße, eine Meerenge in Kanada zwischen der Ungava-Halbinsel und der Baffininsel, die zur Hudson Bay führt
- die Hudson Bay, eine große Meeresbucht im kanadischen Teil Nordamerikas
- das Hudson County, New Jersey
- die Henry Hudson Bridge, eine Mautbrücke in New York City, die den Stadtteil Bronx mit dem nördlichen Ende von Manhattan verbindet
- der Henry Hudson Parkway in New York City
- die Stadt Hudson, New York, nördlich von New York City
- Hudson-Land, ein Gebiet in Ostgrönland
- das Hudson Valley, ein Talgebiet am Hudson River

Die kanadische Regierung, vertreten durch den für das Historic Sites and Monuments Board of Canada zuständigen Minister, ehrte Hudson am 15. November 1973 für sein Wirken als Entdeckungsreisender im kanadischen Norden und erklärte ihn zu einer „Person von nationaler historischer Bedeutung“.